# 差額配分法
差額配分法（さがくはいぶんほう）とは、不動産の継続賃料を求める手法の一つである。本項目においては、基本的に不動産鑑定評価基準による。ここでは、次のとおり定義される。
対象不動産の経済価値に即応した適正な実質賃料又は支払賃料と実際実質賃料又は実際支払賃料との間に発生している差額について、契約の内容、契約締結の経緯等を総合的に勘案して、当該差額のうち貸主に帰属する部分を適切に判定して得た額を実際実質賃料又は実際支払賃料に加減して賃料を求める
この定義からも当事者間の利益衡量に着目した手法といえる。賃貸借等に供されている不動産の用益の増減分を反映する点で説得力があるとされる。
この手法は、継続賃料を求める他の手法に先んじて、1969年の不動産鑑定評価基準の改正に際して、該当する手法が明記された。さらに1990年の同基準改正に際して「差額配分法」という名称が定められた。

## 配分
差額の貸主への配分率については、一般的な方法として「折半法」「3分の1法」などがあるが、明確な根拠を示しにくい。明確な根拠を示すことが容易ならば、上記の不動産鑑定評価基準改正に係る経緯からも、継続賃料を求める他の手法がなくとも適正に賃料を求めうることとなってしまう。

### マイナス差額配分
日本では、バブル景気以降、正常賃料が現行契約の支払賃料を下回り、その（正常賃料－現行賃料）「マイナス差額」の配分の是非が継続賃料評価上問題となる事例が増えている。ここで、マイナス差額の配分を認める考えと認めない考えがある。認めない考えというものは、借主が安い賃料での賃借を求めて引越・移転することを考慮し、その水準まで継続賃料を下げるというものである。認める考えでは、さらに引越・移転に関するコスト等の摩擦を専ら問題とするものから、「プラス差額」の配分との整合性を根拠として挙げるものもある。